# Ketil Haugsand
Ketil Are Haugsand (* 13. Juni 1947 in Norwegen) ist ein norwegischer Cembalist, Dirigent und Professor der Hochschule für Musik und Tanz Köln.

## Biografie
Haugsand studierte bei Gustav Leonhardt am Amsterdamer Konservatorium und schloss dort sein Studium mit dem Prix d'Excellence ab.
Haugsand lehrte an der Norwegischen Musikhochschule in Oslo und hat zahlreiche Konzertauftritte bei bedeutenden Festivals in Europa, den USA und Israel als Solist, Kammermusiker und Dirigent des Norwegischen Barockorchesters, des ArteReal Ensembles, des Stavanger Symphonieorchesters, des NRK Radio-Orchesters in Oslo und an der Komischen Oper in Berlin.
Er hat diverse CDs mit großer internationaler Resonanz aufgenommen. In Sommerschulen unterrichtet er an der Akademie für Alte Musik in Tomar in Portugal und am Ringve Internationalen Sommerkurs in Trondheim, Norwegen.

## Diskografie (Auswahl)
- L. Marchand
- J.S. Bach, Goldberg Variaties.
- Rameau's Pièces de Clavecin en Concert